# Araguainha
Araguainha är en kommun i Brasilien.   Den ligger i delstaten Mato Grosso, i den centrala delen av landet, 600 km väster om huvudstaden Brasília. Antalet invånare är 1 095.
Omgivningarna runt Araguainha är huvudsakligen savann. Runt Araguainha är det mycket glesbefolkat, med 2 invånare per kvadratkilometer.